# Campeonato Argentino de Mayores 1990
El Campeonato Argentino de Mayores de 1990 fue la cuadragésimo-sexta edición del torneo de uniones regionales organizado por la Unión Argentina de Rugby. La fase final se llevó a cabo el 3 y 4 de noviembre de 1990, organizado por tercera vez por la Unión de Rugby de Tucumán y disputado en las instalaciones del Club Atlético Tucumán.
Participaron por primera vez del torneo en esta edición la Unión de Rugby del Oeste de Buenos Aires y la Unión de Rugby del Río Uruguay, uniones regionales que si bien no estaban afiliadas a la UAR fueron autorizadas a intervenir como uniones invitadas en reconocimiento de su desarrollo y cantidad de clubes agrupados. A diferencia de la Unión Entrerriana de Rugby (que principalmente abarcaba a ciudades del lado del Río Paraná), la URRU representaba a clubes entrerrianos y uruguayos en ciudades a la vera del Río Uruguay. La UROBA, por otro lado, representaba a los clubes del oeste y noroeste de la provincia de Buenos Aires.
La Unión de Rugby de Tucumán clasificó a la final por sexto año consecutivo, consiguiendo su quinto título (el cuarto de forma consecutiva) al derrotar a la Unión de Rugby de Cuyo 27-13.

## Equipos participantes
Participaron de esta edición veinte equipos: diecinueve uniones provinciales y la Unión Argentina de Rugby, representada por el seleccionado de Buenos Aires. Estos fueron divididos en un Grupo Campeonato (ocho equipos) y un Grupo Clasificación (doce equipos). 
| División                       | Equipo              | Unión                                                |
| ------------------------------ | ------------------- | ---------------------------------------------------- |
| Grupo Campeonato 8 equipos     | Buenos Aires        | Unión Argentina de Rugby                             |
| Grupo Campeonato 8 equipos     | Córdoba             | Unión Cordobesa de Rugby                             |
| Grupo Campeonato 8 equipos     | Cuyo                | Unión de Rugby de Cuyo                               |
| Grupo Campeonato 8 equipos     | Entre Ríos          | Unión Entrerriana de Rugby                           |
| Grupo Campeonato 8 equipos     | Mar del Plata       | Unión de Rugby de Mar del Plata                      |
| Grupo Campeonato 8 equipos     | Rosario             | Unión de Rugby de Rosario                            |
| Grupo Campeonato 8 equipos     | Santa Fe            | Unión Santafesina de Rugby                           |
| Grupo Campeonato 8 equipos     | Tucumán             | Unión de Rugby de Tucumán                            |
| Grupo Clasificación 12 equipos | Alto Valle          | Unión de Rugby del Alto Valle de Río Negro y Neuquén |
| Grupo Clasificación 12 equipos | Austral             | Unión de Rugby Austral                               |
| Grupo Clasificación 12 equipos | Chubut              | Unión de Rugby del Valle del Chubut                  |
| Grupo Clasificación 12 equipos | Jujuy               | Unión Jujeña de Rugby                                |
| Grupo Clasificación 12 equipos | Misiones            | Unión de Rugby de Misiones                           |
| Grupo Clasificación 12 equipos | Nordeste            | Unión de Rugby del Nordeste                          |
| Grupo Clasificación 12 equipos | Oeste               | Unión de Rugby del Oeste de Buenos Aires             |
| Grupo Clasificación 12 equipos | Río Uruguay         | Unión de Rugby del Río Uruguay                       |
| Grupo Clasificación 12 equipos | Salta               | Unión de Rugby de Salta                              |
| Grupo Clasificación 12 equipos | San Juan            | Unión Sanjuanina de Rugby                            |
| Grupo Clasificación 12 equipos | Santiago del Estero | Unión Santiagueña de Rugby                           |
| Grupo Clasificación 12 equipos | Sur                 | Unión de Rugby del Sur                               |

## Formato
Los veinte equipos participantes fueron divididos en dos categorías: Grupo Campeonato y Grupo Clasificación. Cada grupo se resolvió con el sistema de todos contra todos a una sola ronda y alternando encuentros de local y visitante.
Grupo Campeonato
El Grupo Campeonato se dividió en dos zonas (A y B) de cuatro equipos cada una. Los primeros y segundos de cada zona clasificaron a la fase final del torneo. Los dos equipos que finalizaron últimos en sus zonas descendieron al Grupo Clasificación de la siguiente edición. 
Grupo Clasificación
El Grupo Clasificación se dividió en dos zonas (C y D) de seis equipos cada una. Los ganadores de cada zona ascendieron al Grupo Campeonato de la siguiente edición.
Fase final
En la fase final, los cuatro equipos provenientes del Grupo Campeonato disputaron encuentros a eliminación directa (semifinales y final) en una sede única designada, con el vencedor siendo considerado el campeón de la temporada.

## Grupo Campeonato

### Zona A
La Unión de Rugby de Tucumán volvió a actuar de local tras cumplir su sanción en la temporada anterior, recibiendo en esta ocasión a la Unión Santafesina de Rugby y la Unión de Rugby de Cuyo.
| Pos. | Equipos      | Partidos | Partidos | Partidos | Tantos | Tantos | Tantos | Pts. |
| Pos. | Equipos      | G        | E        | P        | PF     | PC     | DP     | Pts. |
| ---- | ------------ | -------- | -------- | -------- | ------ | ------ | ------ | ---- |
| 1.°  | Tucumán      | 3        | 0        | 0        | 94     | 51     | +43    | 6    |
| 2.°  | Cuyo         | 2        | 0        | 1        | 64     | 73     | -9     | 4    |
| 3.°  | Buenos Aires | 1        | 0        | 2        | 60     | 41     | +19    | 2    |
| 4.°  | Santa Fe     | 0        | 0        | 3        | 37     | 90     | -53    | 0    |

|  | Clasifica a fase final               |
|  | Desciende a Grupo Clasificación 1991 |

|  | Tucumán | 28 - 18 | Santa Fe | Los Tarcos Rugby Club, Tucumán |  |
|  |         | Reporte |          |                                |  |

|  | Buenos Aires | 13 - 18 | Tucumán | Club Atlético San Isidro, San Isidro |  |
|  |              | Reporte |         |                                      |  |

|  | Tucumán | 48 - 20 | Cuyo | La Caldera del Parque, Lawn Tennis, Tucumán |  |
|  |         | Reporte |      |                                             |  |

### Zona B
| Pos. | Equipos       | Partidos | Partidos | Partidos | Tantos | Tantos | Tantos | Pts. |
| Pos. | Equipos       | G        | E        | P        | PF     | PC     | DP     | Pts. |
| ---- | ------------- | -------- | -------- | -------- | ------ | ------ | ------ | ---- |
| 1.°  | Mar del Plata | 2        | 0        | 1        | 67     | 73     | -6     | 4    |
| 2.°  | Rosario       | 1        | 1        | 1        | 63     | 53     | +10    | 3    |
| 3.°  | Córdoba       | 1        | 1        | 1        | 53     | 50     | +3     | 3    |
| 4.°  | Entre Ríos    | 1        | 0        | 2        | 39     | 46     | -7     | 2    |

|  | Clasifica a fase final               |
|  | Desciende a Grupo Clasificación 1991 |

## Grupo Clasificación
Si bien ningún descenso en el Grupo Clasificación estuvo estipulado durante esta temporada, la introducción de una tercera división en 1991 provocó la eventual reubicación de los dos últimos equipos de cada zona a la nueva categoría.

### Zona C
El partido entre la Unión de Rugby del Río Uruguay y la Unión de Rugby de Salta (programado para el 20 de octubre) no se disputó.
| Pos. | Equipos         | Partidos | Partidos | Partidos | Tantos | Tantos | Tantos | Pts. |
| Pos. | Equipos         | G        | E        | P        | PF     | PC     | DP     | Pts. |
| ---- | --------------- | -------- | -------- | -------- | ------ | ------ | ------ | ---- |
| 1.°  | Misiones        | 5        | 0        | 0        | 152    | 67     | +85    | 10   |
| 2.°  | Salta           | 3        | 0        | 1        | 125    | 65     | +60    | 6    |
| 3.°  | Nordeste        | 3        | 0        | 2        | 165    | 64     | +101   | 6    |
| 4.°  | Sgo. del Estero | 2        | 0        | 3        | 180    | 97     | +83    | 4    |
| 5.°  | Jujuy           | 1        | 0        | 4        | 53     | 201    | -148   | 2    |
| 6.°  | Río Uruguay     | 0        | 0        | 4        | 30     | 211    | -181   | 0    |

|  | Asciende a Grupo Campeonato 1991 |

### Zona D
| Pos. | Equipos    | Partidos | Partidos | Partidos | Tantos | Tantos | Tantos | Pts. |
| Pos. | Equipos    | G        | E        | P        | PF     | PC     | DP     | Pts. |
| ---- | ---------- | -------- | -------- | -------- | ------ | ------ | ------ | ---- |
| 1.°  | San Juan   | 5        | 0        | 0        | 251    | 27     | +224   | 10   |
| 2.°  | Sur        | 3        | 1        | 1        | 133    | 61     | +72    | 7    |
| 3.°  | Alto Valle | 3        | 1        | 2        | 69     | 84     | -15    | 7    |
| 4.°  | Oeste      | 2        | 0        | 3        | 66     | 113    | -47    | 4    |
| 5.°  | Austral    | 1        | 0        | 4        | 34     | 191    | -157   | 2    |
| 6.°  | Chubut     | 0        | 0        | 4        | 25     | 102    | -77    | 0    |

|  | Asciende a Grupo Campeonato 1991 |

## Fase final
Las fases finales del torneo se disputaron el 3 y 4 de noviembre en las instalaciones del Club Atlético Tucumán.
|  | Semifinales    | Semifinales    | Semifinales    |      |         | Final          | Final          | Final          |  |
|  | 3 de noviembre | 3 de noviembre | 3 de noviembre |      |         | 4 de noviembre | 4 de noviembre | 4 de noviembre |  |
|  |                |                |                |      |         |                |                |                |  |
|  |                |                |                |      |         |                |                |                |  |
|  | Tucumán        | Tucumán        | 46             |      |         |                |                |                |  |
|  | Tucumán        | Tucumán        | 46             |      |         |                |                |                |  |
|  | Rosario        | Rosario        | 18             |      |         |                |                |                |  |
|  | Rosario        | Rosario        | 18             |      | Tucumán | Tucumán        | 27             |                |  |
|  |                |                |                |      | Tucumán | Tucumán        | 27             |                |  |
|  |                |                | Cuyo           | Cuyo | 13      |                |                |                |  |
|  | Mar del Plata  | Mar del Plata  | Cuyo           | Cuyo | 13      | 24             |                |                |  |
|  | Mar del Plata  | Mar del Plata  |                |      |         | 24             |                |                |  |
|  | Cuyo           | Cuyo           | 31             |      |         | Tercer lugar   | Tercer lugar   | Tercer lugar   |  |
|  | Cuyo           | Cuyo           | 31             |      |         | Tercer lugar   | Tercer lugar   | Tercer lugar   |  |
|  |                |                |                |      |         |                |                |                |  |
|  |                |                |                |      |         | Rosario        | Rosario        | 22             |  |
|  |                |                |                |      |         | Rosario        | Rosario        | 22             |  |
|  |                |                |                |      |         | Mar del Plata  | Mar del Plata  | 23             |  |
|  |                |                |                |      |         | Mar del Plata  | Mar del Plata  | 23             |  |
|  |                |                |                |      |         |                |                |                |  |

### Final
| 4 de noviembre | Tucumán | 27 - 13 | Cuyo | Club Atlético Tucumán, Tucumán             |                                            |
|                |         | Reporte |      | Árbitro(s): José L. Rolandi (Buenos Aires) | Árbitro(s): José L. Rolandi (Buenos Aires) |

| Bandera de la Provincia de Tucumán |
| Tucumán Campeón                    |
| Quinto título                      |